# Gudmunds Nils Larsson
Gudmunds Nils Larsson, född 8 maj 1892 i Skålö, Järna församling, Kopparbergs län,, död 28 september 1949 i Järna församling, Kopparbergs län, var en svensk säckpipeblåsare och jordbrukare i byn Ilbäcken i Järna socken i Västerdalarna. När intresset för de svenska säckpipetraditionerna började vakna på 1930-talet, var Gudmunds Nils den ende kvarvarande musikern som bevarat traditionen med svensk säckpipa – dock kunde han inte spela någon traditionell musik.
Gudmunds Nils Larsson var sonen till Gudmunds Lars Andersson, född 1849, som själv spelade säckpipa. Gudmund Nils säckpipa, som ska ha byggts av hans far, finns bevarad på Dalarnas Museum. Gudmunds Nils lärde sig som barn spela säckpipa genom att låna sin fars säckpipa i smyg, men när Mats Rehnberg besökte honom  år 1942 hade han inte spelat på många år. Gudmunds Nils far Lars hade själv lärt sig spela säckpipa från Lissel Anders Jerk i skogsbyn Finngruvan i Venjans socken, och Lars säckpipa, som Gudmunds Nils hade ärvt, hade han tillverkat efter mönster av Lissel Anders Jerks.

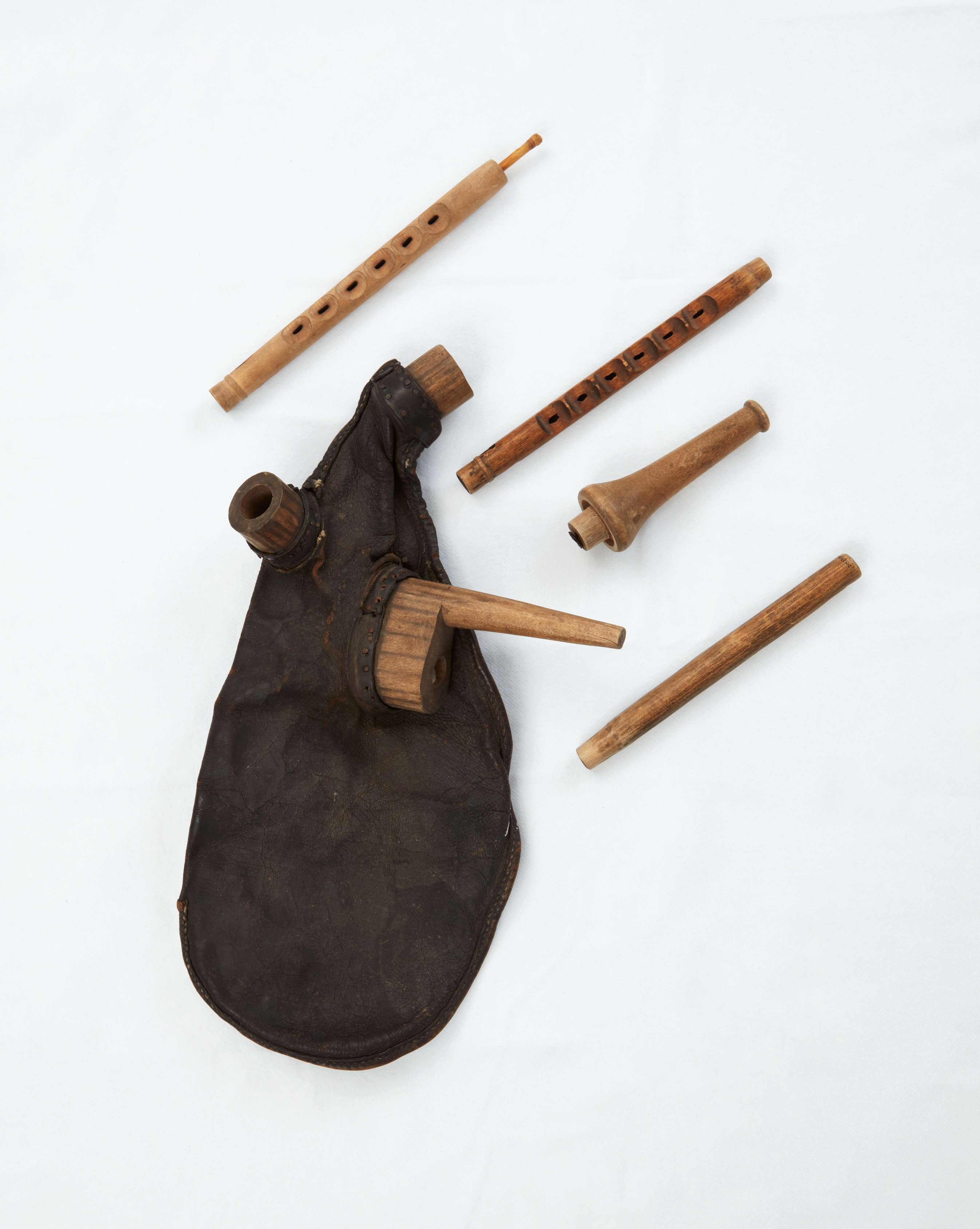
Gudmunds Nils’ Venjanspipa tillverkad av Gudmunds Lars Andersson och skänkt till Dalarnas museum av Gudmunds Nils’ barnbarn.